# Гусев, Владимир Иванович (легкоатлет)
Влади́мир Ива́нович Гу́сев (род. 10 августа 1961) — советский и казахстанский легкоатлет, специалист по бегу на длинные дистанции, кроссу и марафону. Выступал за сборные СССР, СНГ и Казахстана в 1980-х и 1990-х годах, серебряный призёр чемпионата СССР по кроссу, серебряный призёр чемпионата СНГ в беге на 10 000 метров, действующий рекордсмен Казахстана в беге на 15 км по шоссе и экидене. Представлял Алма-Ату. Мастер спорта СССР. Тренер по лёгкой атлетике.

## Биография
Владимир Гусев родился 10 августа 1961 года. Занимался лёгкой атлетикой в Алма-Ате, выступал за Казахскую ССР.
В 1986 году в беге на 5000 метров занял пятое место на соревнованиях в Риге, установив при этом свой личный рекорд — 13:45.01.
В 1987 году в беге на 10 000 метров стал пятым на турнире в Таллине.
В 1988 году на чемпионате СССР в Киеве закрыл десятку сильнейших в дисциплине 5000 метров и установил личный рекорд в дисциплине 10 000 метров — 28:29.18.
В 1990 году завоевал серебряную награду на чемпионате СССР по кроссу в Ашхабаде, пропустив вперёд только тбилисца Олега Стрижакова.
В 1991 году на чемпионате страны в рамках X летней Спартакиады народов СССР в Киеве в беге на 10 000 метров финишировал восьмым.
В 1992 году в дисциплине 10 000 метров выиграл серебряную медаль на единственном в своём роде чемпионате СНГ по лёгкой атлетике в Москве, уступив на финише россиянину Михаилу Храмову.
После распада Советского Союза Гусев продолжил спортивную карьеру в составе казахстанской сборной. Так, в 1993 году он представлял Казахстан на чемпионате мира по кроссу в Аморебьета-Эчано, заняв итоговое 103-е место.
В 1994 году стартовал на кроссовом чемпионате мира в Будапеште, отметился выступлением на чемпионате мира по экидену в Литохороне, где вместе с соотечественниками установил ныне действующий рекорд Казахстана в экидене — 2:07:07.
В 1996 году финишировал четвёртым и вторым на полумарафонах в Ош и Ла-Рошель соответственно, показал 87-й результат на чемпионате мира по полумарафону в Пальма-де-Мальорке. На шоссейном 15-километровом пробеге Pim Mulierloop в нидерландском Сантпорте превзошёл всех соперников и установил ныне действующий национальный рекорд Казахстана — 45:22.
В 1997 году занял 65-е место на чемпионате мира по полумарафону в Кошице.
В 1998 году показал 101-й результат на чемпионате мира по полумарафону в Цюрихе и 24-й результат на Монакском международном марафоне в Монте-Карло.
В июне 2001 года выиграл серебряную медаль на полумарафоне в Алма-Ате.
Впоследствии работал тренером по лёгкой атлетике в Специализированной детско-юношеской школе олимпийского резерва № 2 в Алма-Ате.